# Victor Schœlcher

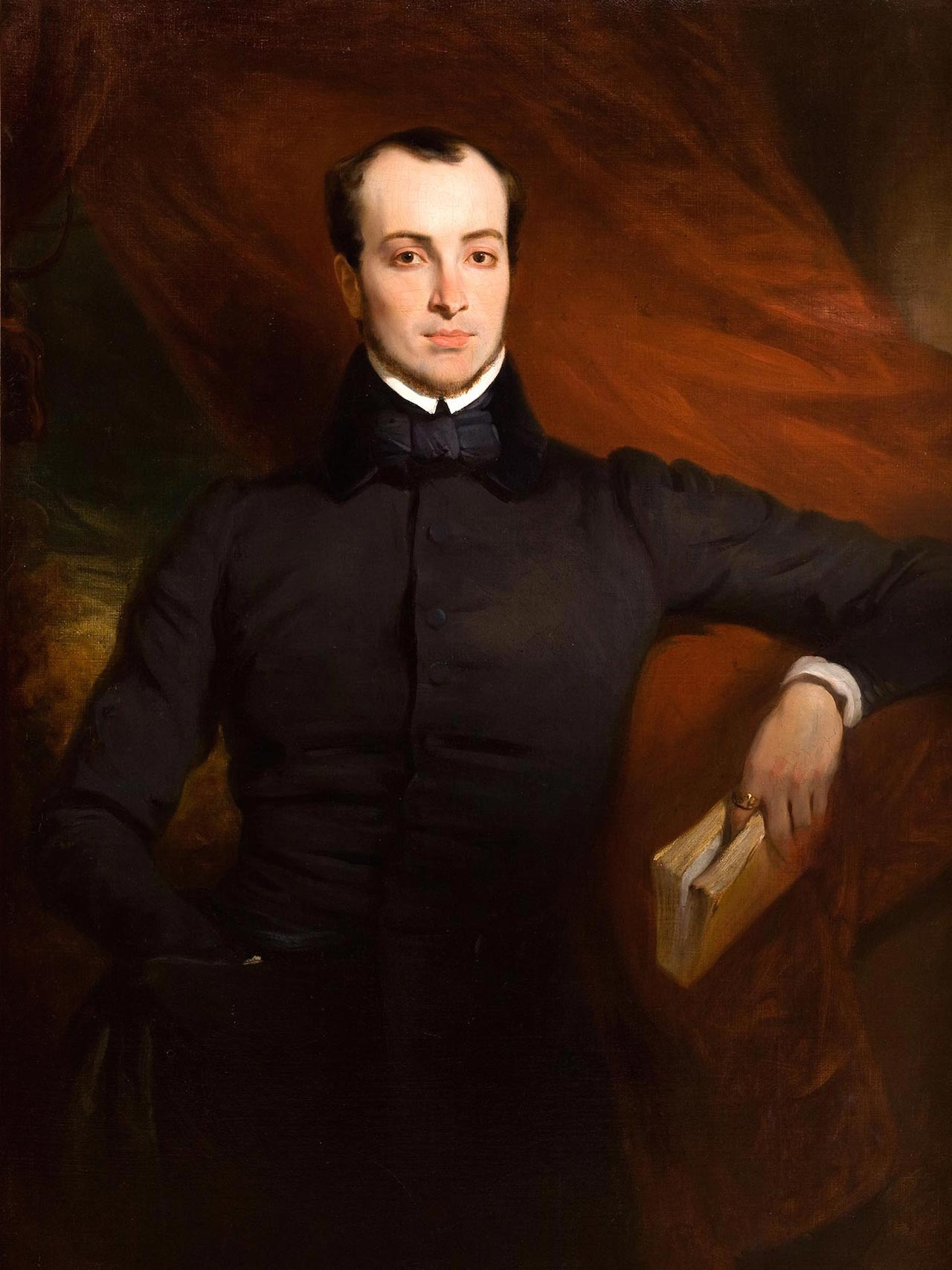
Victor Schœlcher, porträtterad av Henri Decaisne (1832).

Victor Schœlcher, född den 22 juli 1804 i Paris, död den 26 december 1893 i Houilles (departementet Seine-et-Oise), var en fransk politiker.
Schœlcher var först journalist och uppträdde efter en resa i Amerika kraftigt mot slaveriet. Efter februarirevolutionen 1848 blev han understatssekreterare för marinen och bidrog som sådan till slaveriets upphävande i de franska kolonierna. Samma år blev han medlem av nationalförsamlingen för Martinique och slöt sig till yttersta vänstern. Han bekämpade Napoleon som president och deltog vid Baudins sida i barrikadstriderna den 2 december 1851, varefter han blev landsförvisad och var bosatt i England till kejsardömets fall. Återkommen till Paris 1870, blev han överste i nationalgardet och chef för dess artillerilegion. År 1871 valdes han av Martinique till medlem av nationalförsamlingen, sökte under Pariskommunen lugna sinnena, men kastades av kommunarderna i fängelse. År 1875 blev han livstidssenator och verkade oförtrutet för koloniernas och urbefolkningens sak i tal och skrift. För övrigt var han typen för den mest doktrinära liberalism. Förutom en mängd stridsskrifter skrev han Abolition de l'esclavage (1840), Des colonies françaises. Abolition immédiate de l'esclavage (1842), Colonies étrangères et Haïti, resultats de l'emancipation anglaise (2 band, 1843), L'Égypte en 1845 (1846), Histoire de l'esclavage pendant les deux dernières années (2 band, 1847), Histoire des crimes du deux décembre (1852), Le gouvernement du deux décembre (1853) med flera arbeten.